# Ellipteroides (Sivagonomyia) discolophallos
Ellipteroides (Sivagonomyia) discolophallos is een tweevleugelige uit de familie steltmuggen (Limoniidae). De soort komt voor in het Oriëntaals gebied.